# Češnjice pri Moravčah
Češnjice pri Moravčah je naselje v Občini Moravče.